# Grand Boulevard
Ne doit pas être confondu avec le boulevard périphérique de Lille.
Pour les articles homonymes, voir Grands Boulevards et Avenue de la République.
Le Grand Boulevard est un ensemble de voies de la métropole européenne de Lille qui forme un réseau à trois branches en « Y », reliant Lille à Roubaix et Tourcoing, en rayonnant autour du carrefour du Croisé-Laroche à Marcq-en-Barœul, situé au cœur de l'agglomération. 
Le nom « Grand Boulevard » est le surnom traditionnel donné à ces voies dénommées officiellement boulevard Carnot, avenue de la République, avenue de Flandre et avenue de la Marne.
Inauguré le 4 décembre 1909, ce réseau comprend dès son origine plusieurs chaussées ainsi que des voies pour le tramway du Grand Boulevard d'Alfred Mongy. Il constitue le premier aménagement historique structurant l'agglomération lilloise.
Conçu à l'origine avec de vastes espaces de promenades et de nombreuses plantations, le Grand Boulevard est devenu un des principaux axes routiers de la métropole lilloise, dominé par l'automobile, avec une chaussée centrale aménagée en voie rapide avec des carrefours dénivelés.
Cet axe matérialise une coupure dans les quartiers qu'il traverse. Depuis les années 2000, des voix s'élèvent pour demander sa requalification et un retour à son esprit d'origine favorisant les promenades.
Le réseau de tramway qui parcourt le Grand Boulevard est l'un des trois réseaux de tramways français n'ayant jamais cessé de fonctionner avec ceux de Saint-Étienne et de Marseille.

## Caractéristiques

### Tracé

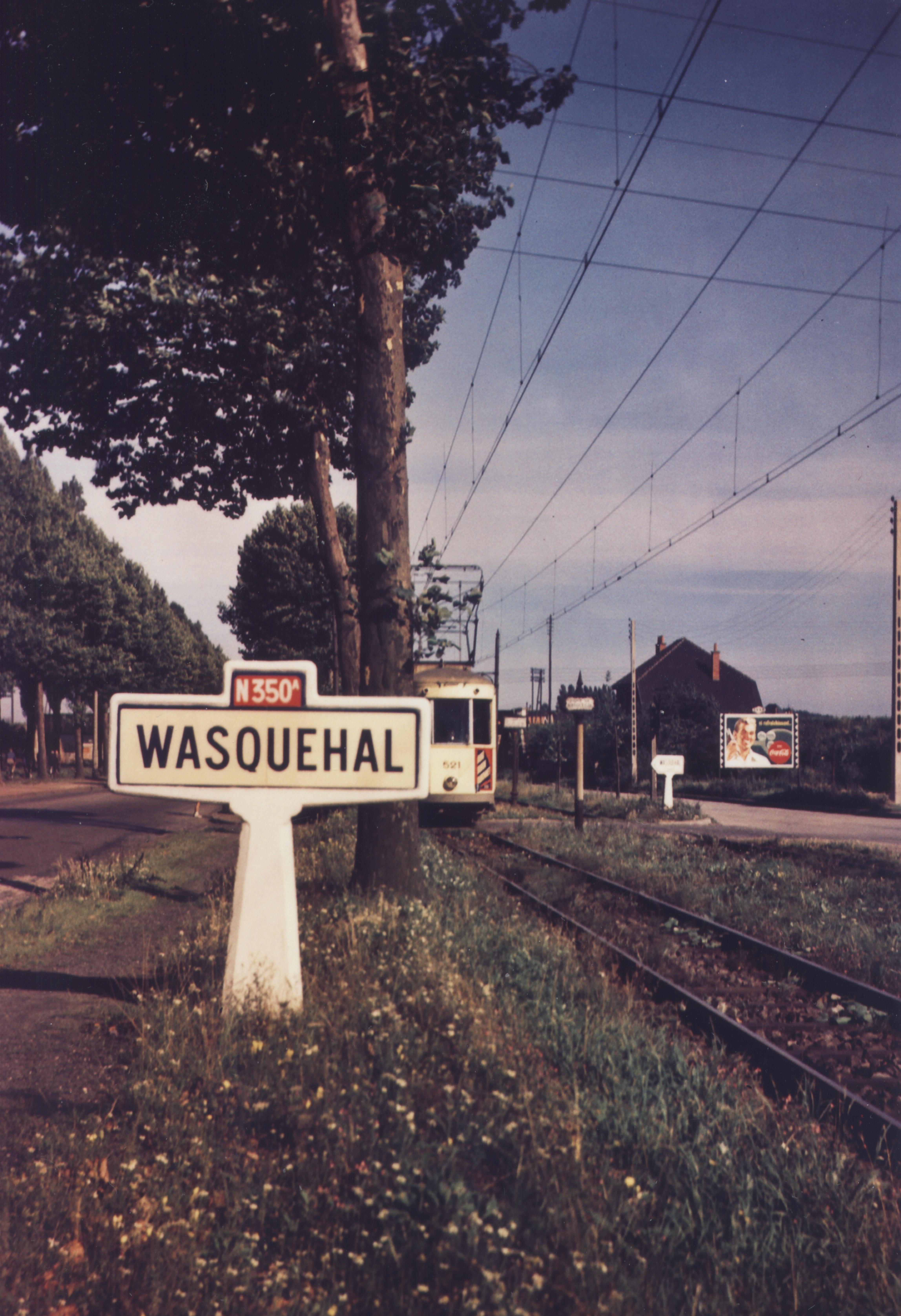
Le Grand Boulevard et le Mongy à l'entrée de la ville de Wasquehal, en 1951, sur la route nationale 350^{A}.

À l'origine, le Grand Boulevard relie les trois communes de Lille, Roubaix et Tourcoing à travers champs, sans tenir compte des communes traversées. Le Grand Boulevard prend la forme d'un « Y » et commence à Lille pour traverser La Madeleine, et arriver sur Marcq-en-Barœul, repartir sur Lille et terminer la partie commune jusqu'à Marcq-en-Barœul (au lieu-dit du Croisé-Laroche) où il se sépare en deux nouvelles grandes avenues. En direction de Tourcoing, le Grand Boulevard traverse Wasquehal, Marcq-en-Barœul à nouveau, et Mouvaux. Pour la branche de Roubaix, la route traverse Wasquehal, Flers-lez-Lille (devenue en 1970 Villeneuve-d'Ascq) et Croix.

### Dénomination
Le terme « Grand Boulevard » est communément utilisé pour désigner l'ensemble de ces avenues qui furent ouvertes en même temps. Tandis qu'à sa construction, le boulevard est appelé par Théophile Bécour, le « boulevard du XXe siècle », à son inauguration, le boulevard est surnommé « Champs Élysées du Nord ». Sur certaines anciennes cartes postales les noms de « Nouveau Boulevard » et parfois de « Boulevard des Trois-Villes » sont écrits. Avec le développement de l'automobile dans les années 1970, le boulevard était surnommé : « Boulevard de la Mort »,.
Après la construction, chaque commune décida de la nomination de la rue. Ainsi, en 1909, à Lille, le boulevard prend le nom de « boulevard Carnot », entre le théâtre et les enceintes fortifiés. Ce nom fut repris à La Madeleine et à Mouvaux. À Marcq-en-Barœul, tout part du Croisé-Laroche, nommé « Place des Trois-Villes », y compris la numérotation des habitations. Les boulevards s'appellent Lille, Roubaix et Tourcoing, sauf entre Buisson et Saint-Maur où le boulevard garde le nom de « Boulevard Carnot ». En 1935, le conseil général du Nord demande l'unification des noms de rue : « avenue de la République » pour le tronçon La Madeleine - Croisé-Laroche ; « avenue de la Marne » en allant vers Tourcoing et « avenue des Flandres » en allant vers Roubaix. En 1933, la partie entre Lille et Tourcoing est intégrée à la route nationale 350, et celle entre le Croisé-Laroche et Roubaix est intégrée à la route nationale 350A, puis est renommée route nationale 450 en 1978. Après la réforme des routes nationales de 2005, ces portions de route appartiennent au département du Nord et sont renommées respectivement route départementale 660 et route départementale 670. Enfin, elles sont devenues routes métropolitaines 660 et 670 à compter du 1er janvier 2017, après que les dispositions de la loi MAPAM ont conduit au transfert des routes départementales à la Métropole européenne de Lille sur son territoire.

## Historique

### Du projet à l'inauguration
Fin du XIXe siècle, début du XXe siècle, l'industrie textile est grandissante à Lille, Roubaix et Tourcoing,. Après l'ouverture du canal de Roubaix et la construction de la ligne de chemin de fer reliant Lille à Tourcoing pour les marchandises, il fallait créer une liaison pour les habitants de l'agglomération à une époque où le parcours du centre de Lille à Roubaix et Tourcoing passait par l'étroite rue de Roubaix et la porte de Roubaix. Cette création d'une nouvelle voie de communication est destinée à être en même temps une opération d'urbanisme dans une agglomération très dense : le docteur Bécour, secrétaire à la commission d’assainissement des logements insalubres, remarque que les conditions de vie étaient liées à l'aménagement de la ville. Il souhaite élargir la ville de Lille en dehors de ses remparts. Appuyé politiquement par Eugène Motte, maire de Roubaix, Charles Delesalle, maire de Lille, Gustave Dron, maire de Tourcoing, Florent Antoine Guillain, député, et Louis Vincent, préfet du Nord, le docteur est rejoint par Arthur Stoclet, ingénieur des ponts et chaussées et Alfred Mongy, ingénieur des arts et métiers,,.
Alors que des discussions débutent en 1896 au conseil général du Nord, trois projets sont présentés en 1899. Le premier est parallèle et longe la ligne ferroviaire. Elle a le désavantage de devoir détruire de nombreuses habitations dans le faubourg Saint-Maurice et de privilégier Roubaix à Tourcoing. Le second tracé est proposé par le docteur Bécour, il s'agit d'une simple variante du premier tracé. Le troisième tracé est proposé par les Ponts et Chaussées. En forme de Y, le tracé se sépare dans un lieu-dit du Barœul, le Croisé-Laroche. Plus long que les deux autres projets, il avait l'avantage de passer à travers la campagne sans devoir détruire trop d'habitation. Après l'enquête publique passée en 1900 ; en 1901, la construction du Grand Boulevard est adoptée. Avec l'incendie du théâtre de Lille, la nuit du 5 au 6 avril 1903, la commune de Lille a pu ouvrir le boulevard Carnot qui relie le centre de Lille jusqu'aux fortifications (aujourd'hui disparues). Alfred Mongy réussit à obtenir en 1907, l'autorisation de les percer après avoir commencé les démarches deux ans auparavant,. Les expropriations seront terminées en 1905, 70 hectares ont ainsi été achetés, 200 000 m3 de terres ont été remuées. Pour la construction du boulevard, huit millions de francs étaient prévus en 1906. L'Électrique Lille Roubaix Tourcoing d'Alfred Mongy y contribua en y contribuant au quart et verse 500 000 francs pour les frais d’adjudications. Pour l'époque, le projet est moderne et novateur ; chaque mode de transport a sa voie dédiée.
Le 4 décembre 1909, le Grand Boulevard est ouvert,,. Il devait être inauguré par Joseph Ruau, ministre de l'agriculture. À la suite d'une opposition avec certains maires, il se décommanda. Le préfet du Nord le suivit. Sur les 500 personnes invitées, moins de la moitié firent le déplacement. Eugène Motte déclara à cette petite troupe : « On ne pouvait plus longtemps, en ce centre d’activité prodigieuse et exemplaire, relier trois grandes villes par les routes étroites et encombrées créées il y a plus d’un siècle ». Alfred Mongy n'y assiste pas. Le tramway de l'Électrique Lille-Roubaix-Tourcoing commence sa desserte commerciale, le samedi suivant, le 11 décembre 1909. Le succès du tramway est immédiat. En 1912, le Grand Boulevard représente la France au second Congrès international de la route, à Londres.

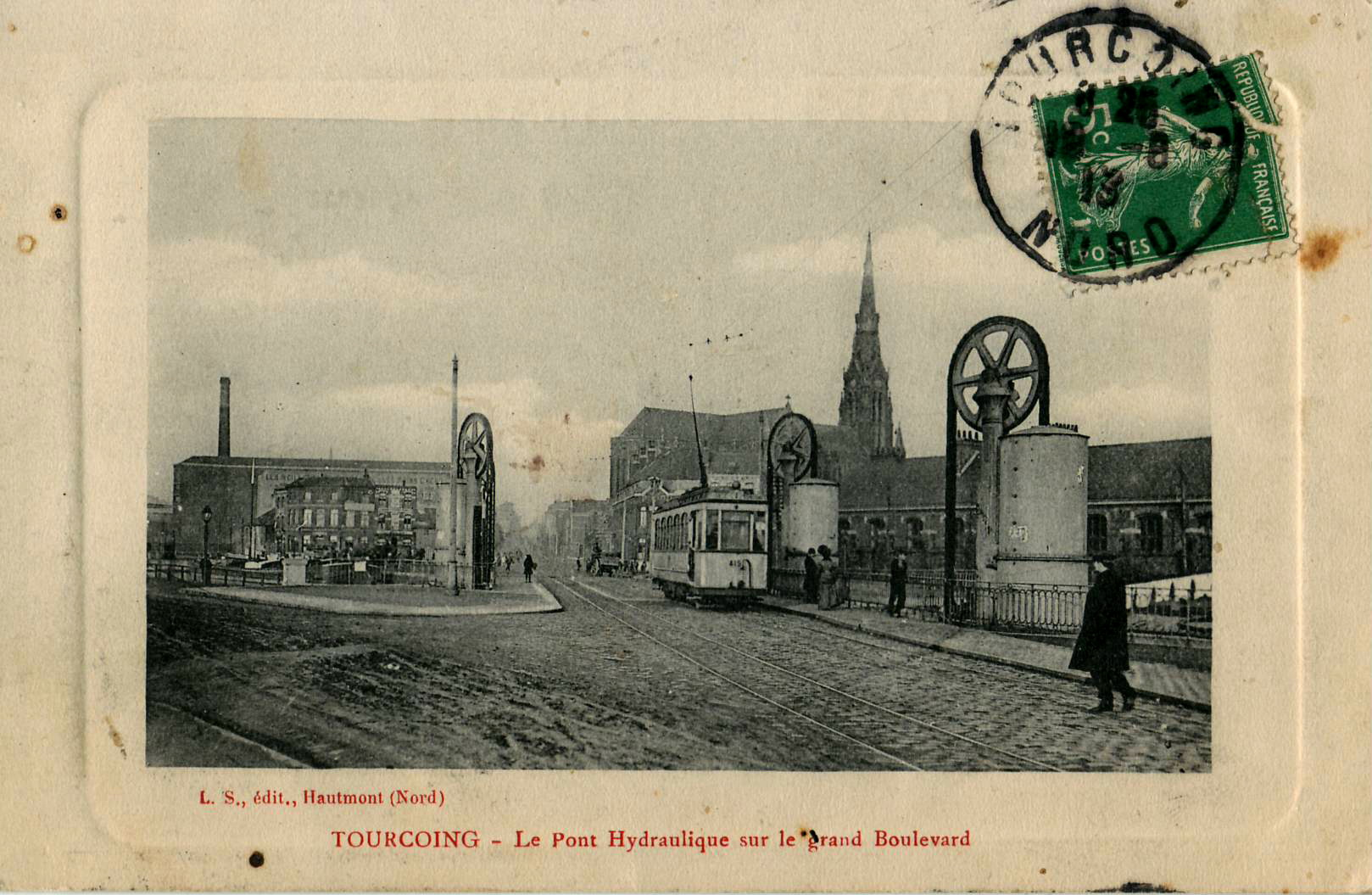
Le Grand Boulevard à Tourcoing et le Mongy, peu après son ouverture
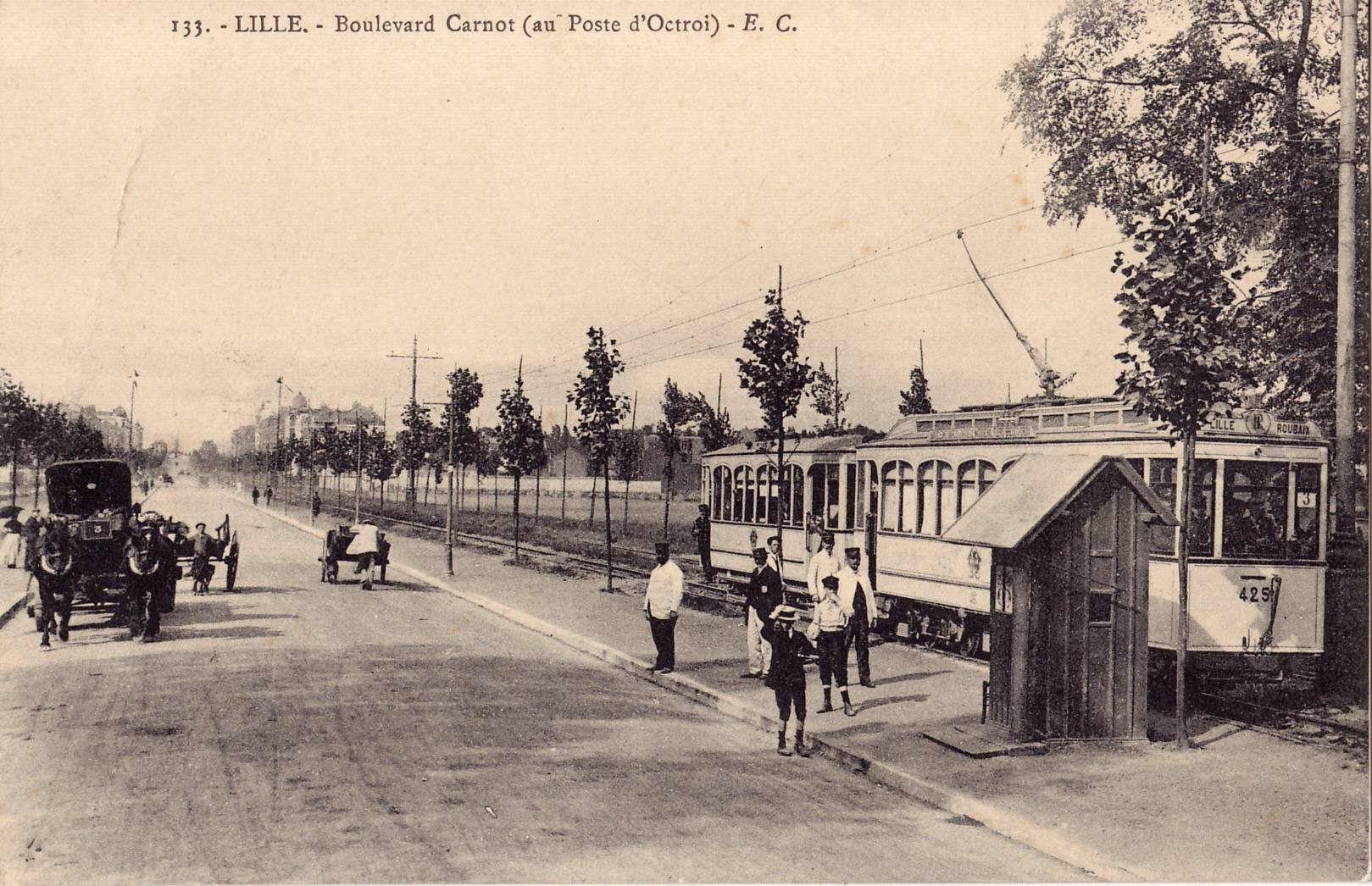
Le boulevard Carnot au poste d'octroi
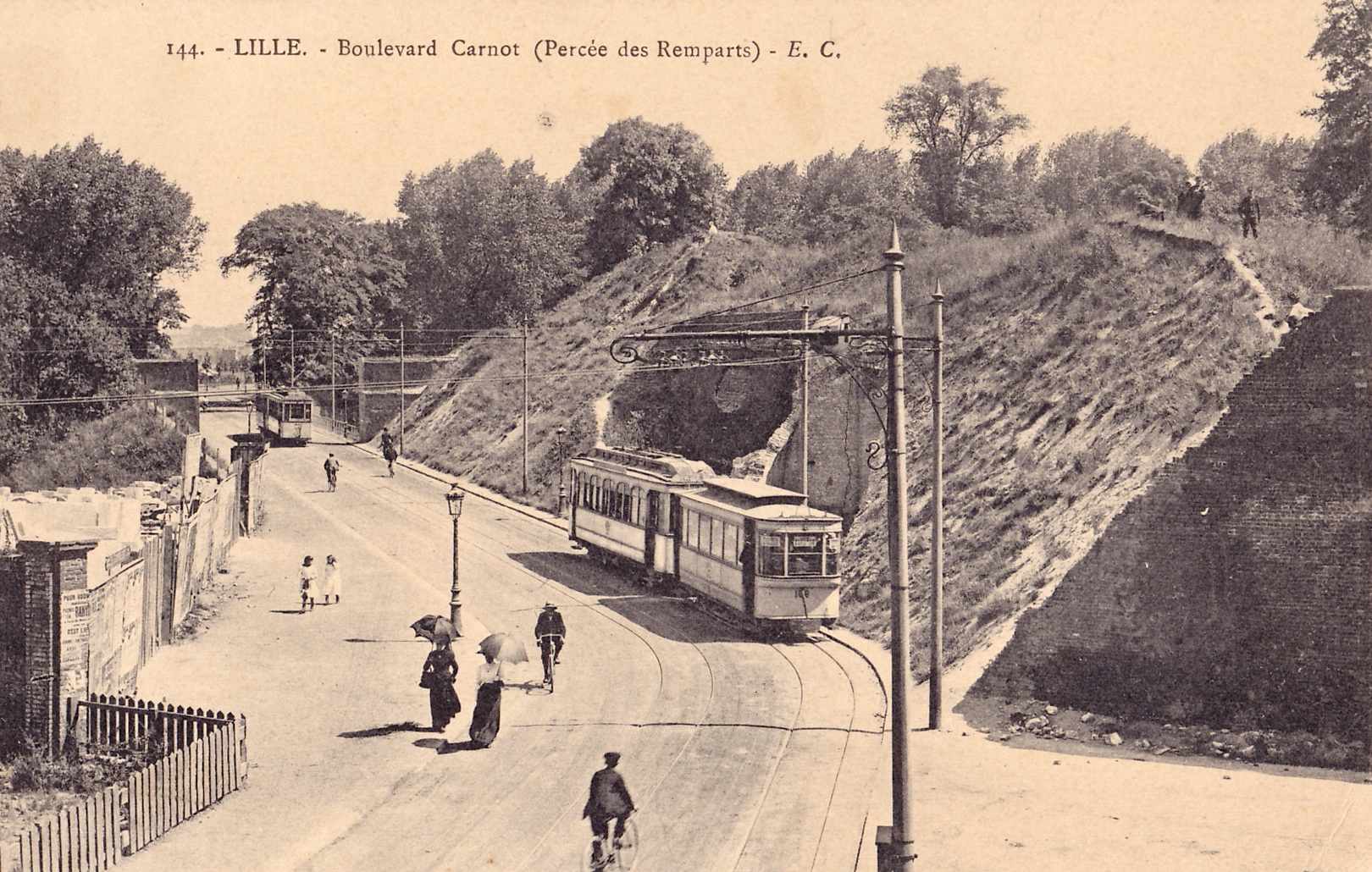
Tramway devant les fortifications en cours de démantèlement

### Lors des deux Guerres mondiales

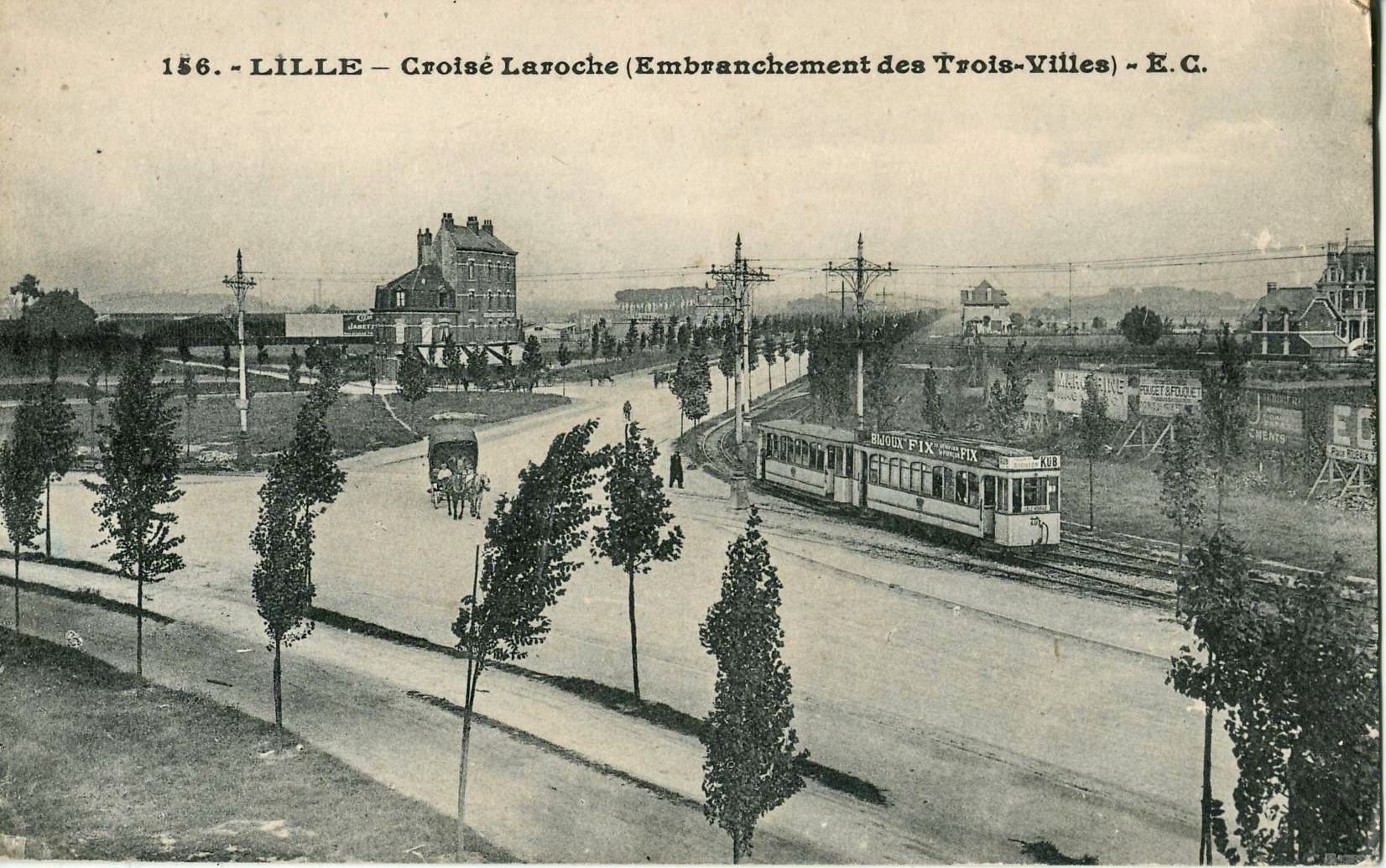
Le Grand Boulevard au Croisé-Laroche en 1910, avec une rame du Mongy.

Cinq ans plus tard après l'inauguration, la Première Guerre mondiale éclate. Le Nord est occupé par les Allemands. Tandis que la majorité des combats se déroulent au sud de la ville de Lille, le 4 octobre 1914 un conflit se déroule au Croisé-Laroche. Ce dernier voit s'affronter les chasseurs de Chérisey contre les dragons allemands. Après avoir pris Lille, le 11 octobre 1914, Guillaume II foule les pavés du Grand Boulevard pour se rendre à Roubaix et à Tourcoing huit jours après. Rupprecht de Bavière s'installe à La Madeleine. La Côte Joire, à côté du Grand Boulevard, à Mouvaux a été bombardé par les Anglais. Le tramway circule jusqu'en 1918, année où les Allemands détruisent les ponts dans leur retraite.
C'est au cours de l'entre-deux-guerres que la majorité des maisons et des châteaux sont bâtis. Seuls ceux à La Madeleine sont bâtis avant la Première Guerre mondiale, voire avant l'inauguration. En 1921, entre le Croisé-Laroche et Buisson, il n'y a que trois constructions : le château Franchomme, le dépôt de tramways de l'Électrique Lille-Roubaix-Tourcoing et la ferme Tahon, à côté. La large majorité de l'urbanisation se fait entre 1925 et 1938. De nombreux industriels du textile viennent s'installer avec leur famille, et dans les années 1930, autour du Croisé-Laroche de nombreuses familles anglophones s'installent. Ainsi en 1936, la population autour du Grand Boulevard est cosmopolite ; il s'y trouve des Français, des Anglais, mais aussi des Belges, des Suisses, des Norvégiens.
Durant la Seconde Guerre mondiale, le 26 mai 1940, des bombardements démolissent le pont à Rouges-Barres et des maisons au niveau du Croisé-Laroche, le 29, Adolf Hitler emprunte le Grand Boulevard pour se rendre à Roubaix et à Tourcoing. Durant cette année, les maisons sont réquisitionnées par la Wehrmacht. La Sicherheitsdienst s'installe à La Madeleine et la Gestapo au 265, avenue de la République. Le tramway roule encore et est gratuit pour les Allemands. Le 1er septembre 1944, la libération débute au château Franchomme où se situent des armes.

### Le Boulevard vit, le Mongy survit
À la sortie de la Guerre mondiale, la majorité des maisons est en ruine. Une partie des familles n'est plus logée sur le Grand Boulevard, soit pour raisons personnelles, soit car la demeure est devenue inhabitable.

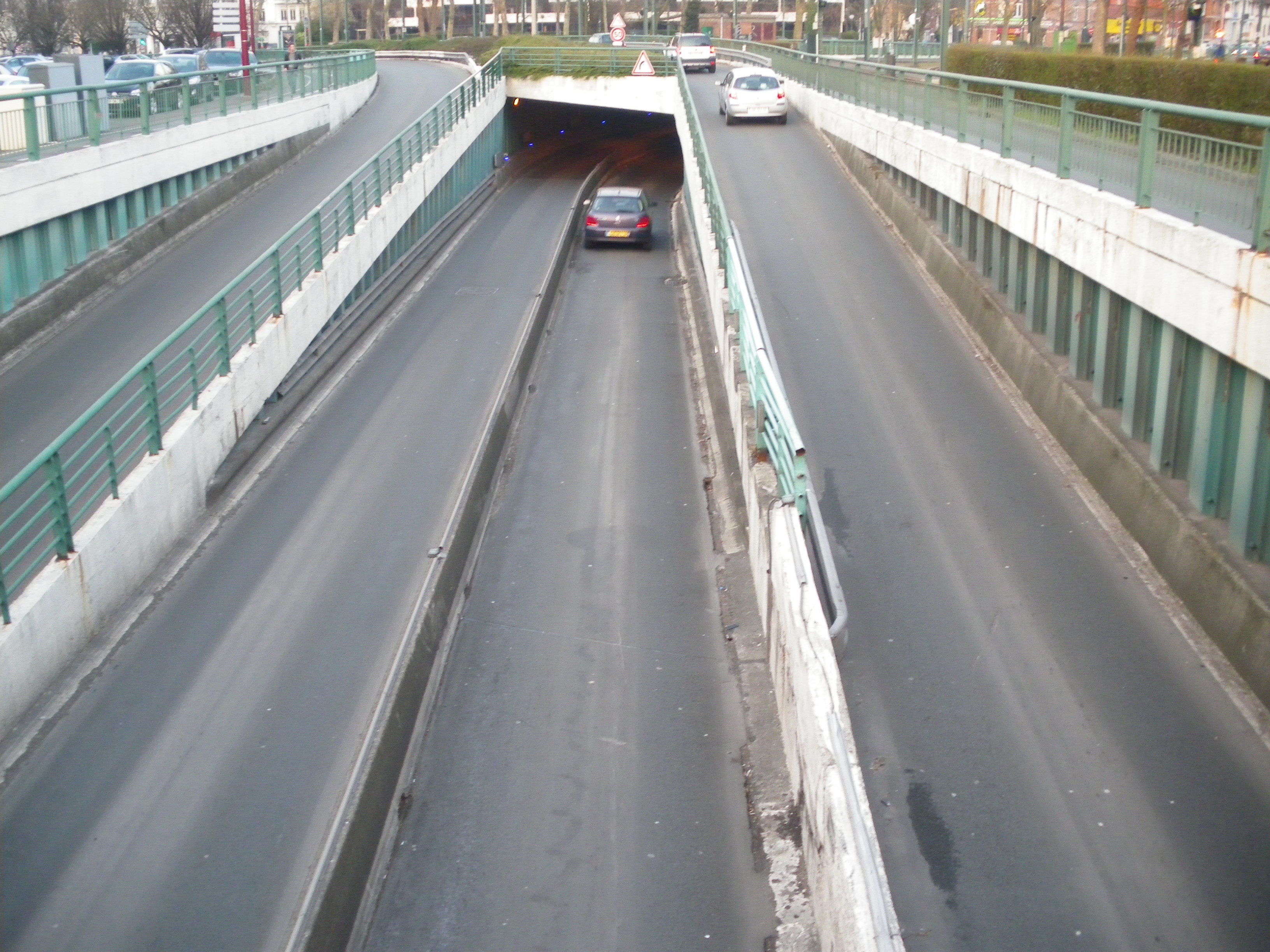
Mini-tunnel à hauteur du Croisé-Laroche en 2012.

Dès le milieu du XXe siècle, le Grand Boulevard est remis en question pour augmenter la circulation. En 1951, au carrefour Botanique sont mis en place les premiers feux tricolores,. Entre 1954 et 1957, la voie centrale est élargie,. L'autoroute A1 y est connectée dès 1960. Les voies latérales, dites lentes, sont mises en sens unique à partir de 1964. L'année suivante, à partir de la voie centrale, les véhicules ne peuvent plus tourner à gauche ; ils sont obligés de se reporter auparavant sur les voies latérales. En 1967, la coordination automobile est mise en place,. En 1971, le tronc commun est élargi en 2 × 3 voies. En 1972, le boulevard est relié à l'autoroute A22 à hauteur de Château-Rouge dans la commune de Marcq-en-Barœul.
En raison d'une accidentologie élevée, le Grand Boulevard est surnommé le « Boulevard de la mort » dans les années 1970,. Le grand boulevard était déjà surnommé comme cela dans les années 30.
De 1972 à 1976, les mini-tunnels sont bâtis. Le premier est décidé par la Communauté urbaine de Lille Métropole, le 30 juin 1972 pour le carrefour de Saint-Maur. Il est ouvert le 1er septembre 1973. En parallèle, la Direction départementale de l'Équipement demande à la communauté urbaine le 8 novembre 1972 pour un mini-tunnel au Croisé-Laroche, cette dernière approuve presque un mois plus tard, le 7 décembre 1972. Le 23 janvier 1975, des mini-tunnels sont décidés à Buisson et à Botanique. Ils seront inaugurés le 1er septembre 1975. Le 30 octobre 1975, le carrefour Clemenceau est proposé pour un mini-tunnel, puis celui du Sart le 9 avril 1976 . Le dernier, à Romarin, est construit en 2006,. Avec la multitude de ces ouvrages d'art, le Grand Boulevard est ainsi transformé en pseudo voie rapide qui exclut les piétons ainsi que les camions de plus de 2m60 à cause de la faible hauteur des mini-tunnels,. Le Grand Boulevard est également équipé de radars-cabines dans les années 1980 mais qui ne sont plus en service.

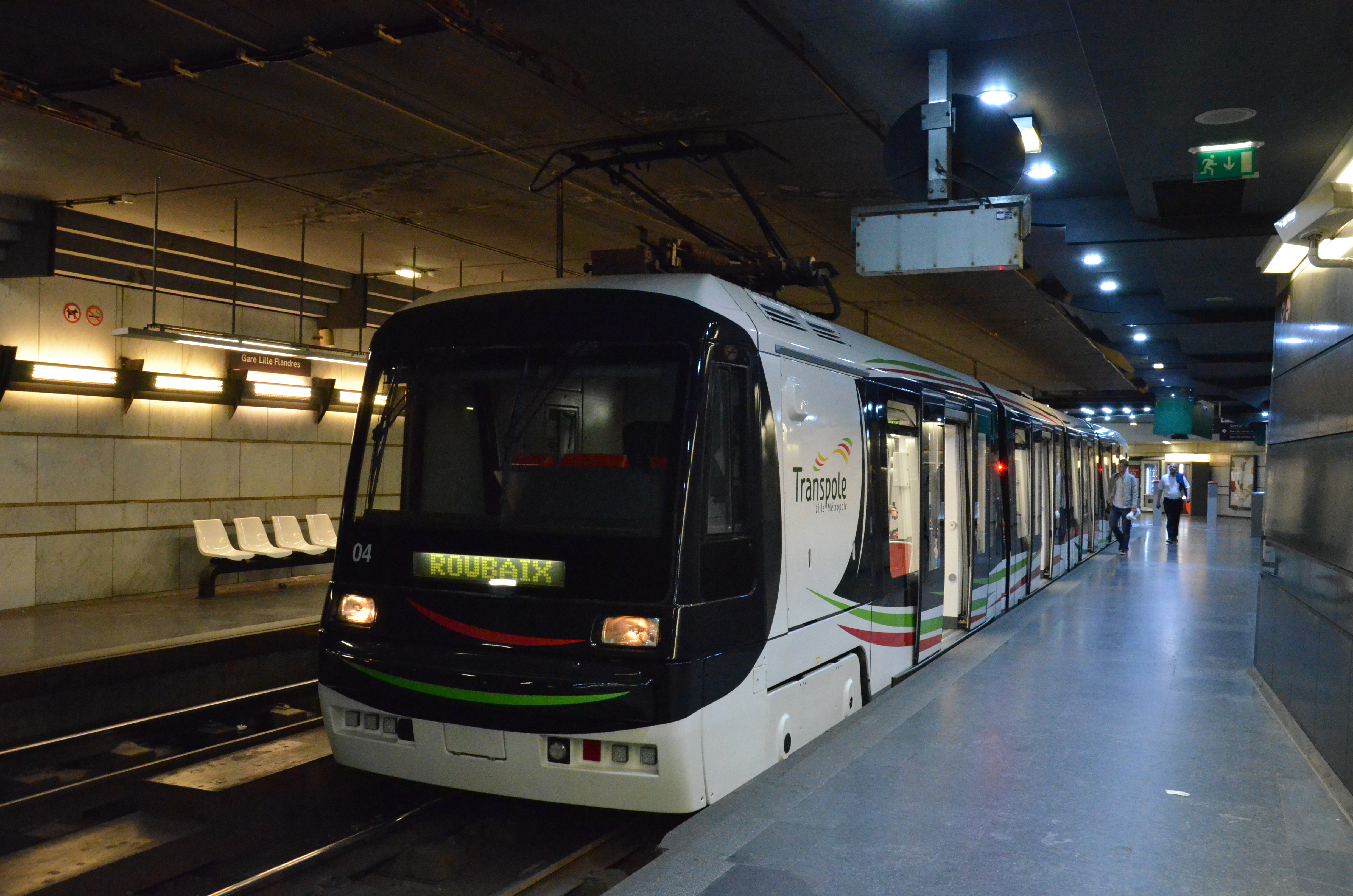
Rame Breda Transpole au terminus gare de Lille Flandres en 2015

À l'inverse, le tramway du Mongy prend de moins en moins de place. Dès 1966, des propositions avancent pour sa suppression afin d'agrandir la chaussée centrale. En 1974 est mise en place une boucle de raccordement sur le square Lisfranc, au niveau du Croisé-Laroche. À la fin des années 1980, le tramway est à nouveau menacé de suppression lors de la construction du métro. À la place, le matériel est rénové avec 21 motrices Duewag. En 1983, le terminus lillois est déplacé de la place du Théâtre vers la station de métro Gares au deuxième sous-sol de la gare de Lille-Flandres, puis au premier, onze années plus tard. Trois jours après avoir changé le nom de TCC en Transpole, 24 motrices Breda remplacent les Duewag, le 5 mai 1994.

### Penser le boulevard duXXIesiècle

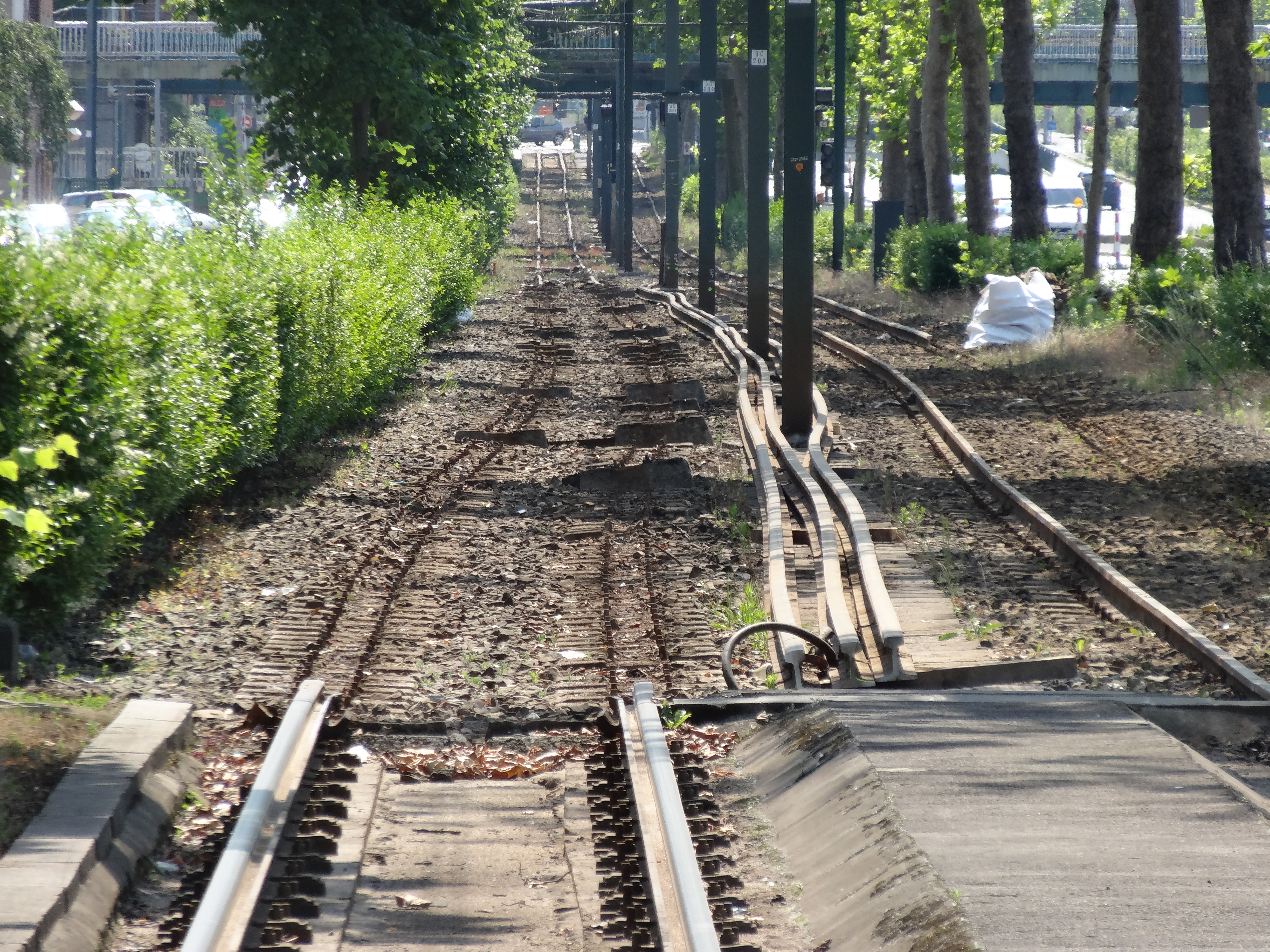
Travaux sur les lignes du tramway de Lille-Roubaix-Tourcoing en 2013.

Dès l'été 2001, des travaux sur les voies de tram sont mis en œuvre, ils durent trois ans. Après avoir rénové les voies de Roubaix et Tourcoing en 2012 ; l'année suivante, les rails du tronc commun sont changés,.
Les élus de la communauté urbaine cherchent à le réhabiliter en boulevard à multiples modes de déplacement. L'association Axe Culture a ainsi lancé un concours d'idées,,. En 2009, pour le centenaire du Grand Boulevard, en 2010, pour la route du Louvre et dès 2011, pour la Nocturne Lille Métropole, le boulevard est vidé de ses voitures pour une journée.
À l'occasion du centenaire du Grand Boulevard, la maire de Lille, Martine Aubry déclare qu'il faudrait « passer de la circulation à la promenade, remettre en scène le Grand boulevard et l’adapter à notre vision de la ville du XXIe siècle, plus écologique, plus humaine ».

## Urbanisme

### Voirie

#### Équipement

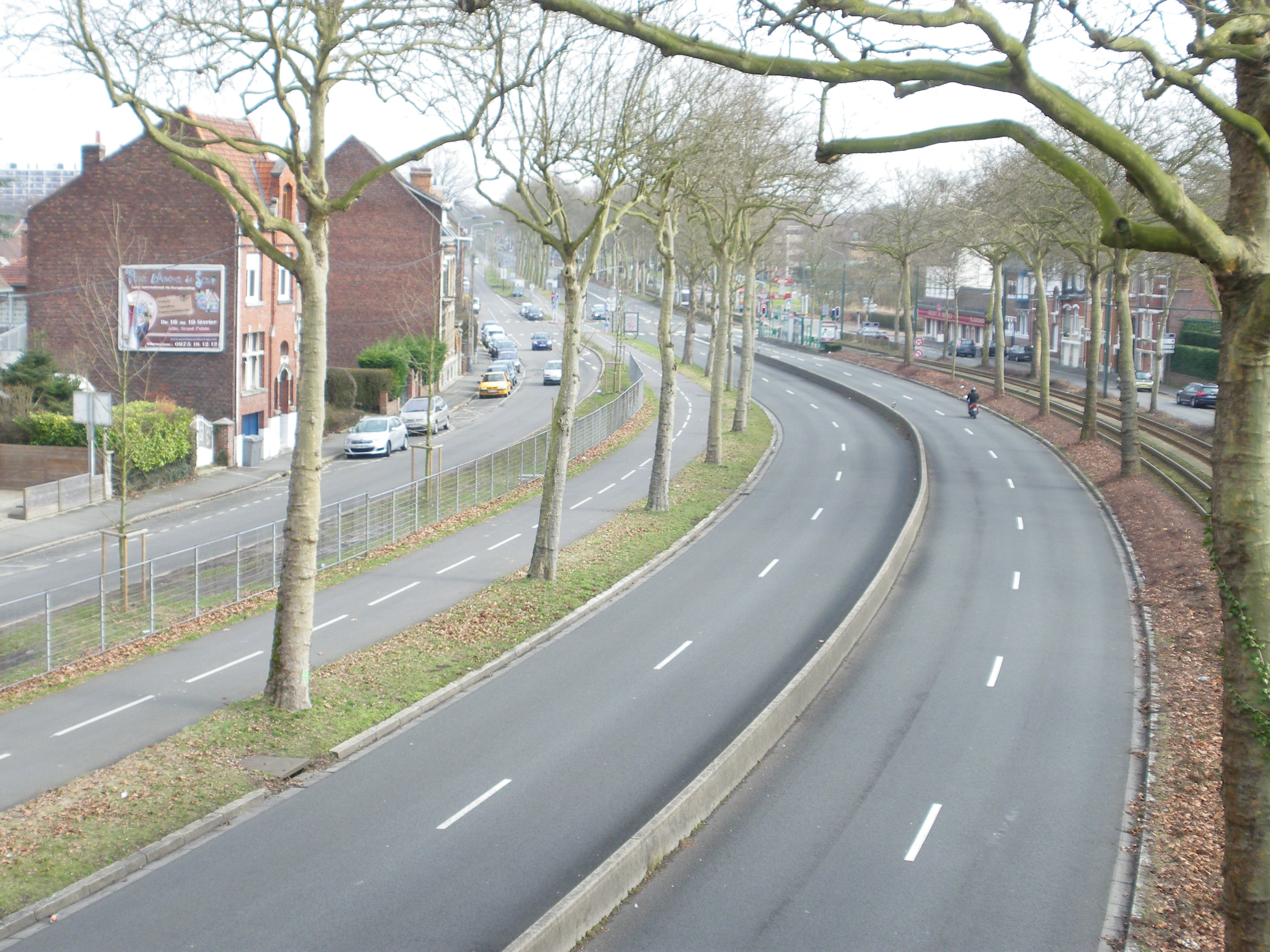
Même si des changements ont été opérés, le Grand Boulevard est quasiment resté à l'identique avec plusieurs voies pour plusieurs modes de transports : marche à pied, vélo, automobile et tramway.

À l'origine, le Grand Boulevard est une « avenue-promenade », cependant, il n'a jamais été présenté comme tel. Il reprend l'utopie du saint-simonisme sur les réseaux.
L'ingénieur Arthur Soclet fixe les caractéristiques de cette nouvelle voie. Il dessine d'abord une route longue de 14 kilomètres 500 et large de 70 mètres qu'il réduit à 50 mètres pour ne pas ruiner le projet. Elle est organisée autour de six modes de circulation. Il y a une chaussée centrale de neuf mètres comprise entre deux terre-pleins de 11 mètres 50 chacun garni de deux rangées d'arbres, deux chaussées latérales pavées de 5 mètres 50 desservant les habitations. Les terre-pleins sont occupés d'un côté par une double voie de tramways et de l'autre par une piste cyclable de 3 mètres 30 et une piste molle pour les cavaliers de 5 mètres, sans oublier les quatre trottoirs de 3 mètres 30 pour les piétons. Le tramway prend les 8 mètres 40 restants. Six mille arbres sont également plantés dès l'origine.
Jusqu'en 2014, le Grand Boulevard est entretenu par divers organismes. Le Conseil général du Nord entretient les chaussées centrale et latérales, les pistes cyclables et les espaces verts ; Lille Métropole Communauté urbaine, les trottoirs et la signalisation ; enfin les communes s'occupent de la propreté de la rue et de l'éclairage public.

#### Circulation
Au cours du vingtième siècle, la voiture s'est imposée alors même que le projet prévoyait son usage, mais donnait toute sa place aux piétons, aux cyclistes et aux cavaliers. Le percement des mini-tunnels dans les années 1970-80, et une signalétique autoroutière n'ont fait que renforcer les déséquilibres entre les différents modes de transport. Devenu bruyant et difficile à traverser, le Grand Boulevard n'a pu conserver l'attractivité pour les promeneurs que lui avaient donné ses concepteurs.
Aujourd'hui, le Grand Boulevard reste un axe majeur de la métropole lilloise, tant au niveau du déplacement (c'est l'un des principaux axes de circulation automobile et cycliste et le seul axe du tramway) qu'en termes d'activité économique ou de logement.
La circulation sur le Grand Boulevard a énormément changé entre la construction et le XXIe siècle. En 1910, 326 véhicules par jour sont comptés, 1 474 en 1921, 6 811 voitures en 1951, 90 000 voitures par jour en 1975, 70 000 à la fin du XXe siècle. En 2009, le trafic est estimé à 50 000 voitures par jour en moyenne.
En 1951, le magazine Urbanisme publie la fréquentation à la sortie de la ville de Lille. La revue compte ainsi 6 811 voitures, 9 470 bicyclettes, 527 motos et trois voitures à traction animale.
La limitation de vitesse sur les voies centrales du Grand Boulevard est fixée à 70 km/h sur la majorité du tracé. Les voies latérales sont elles limitées à 50 km/h.

### Architecture

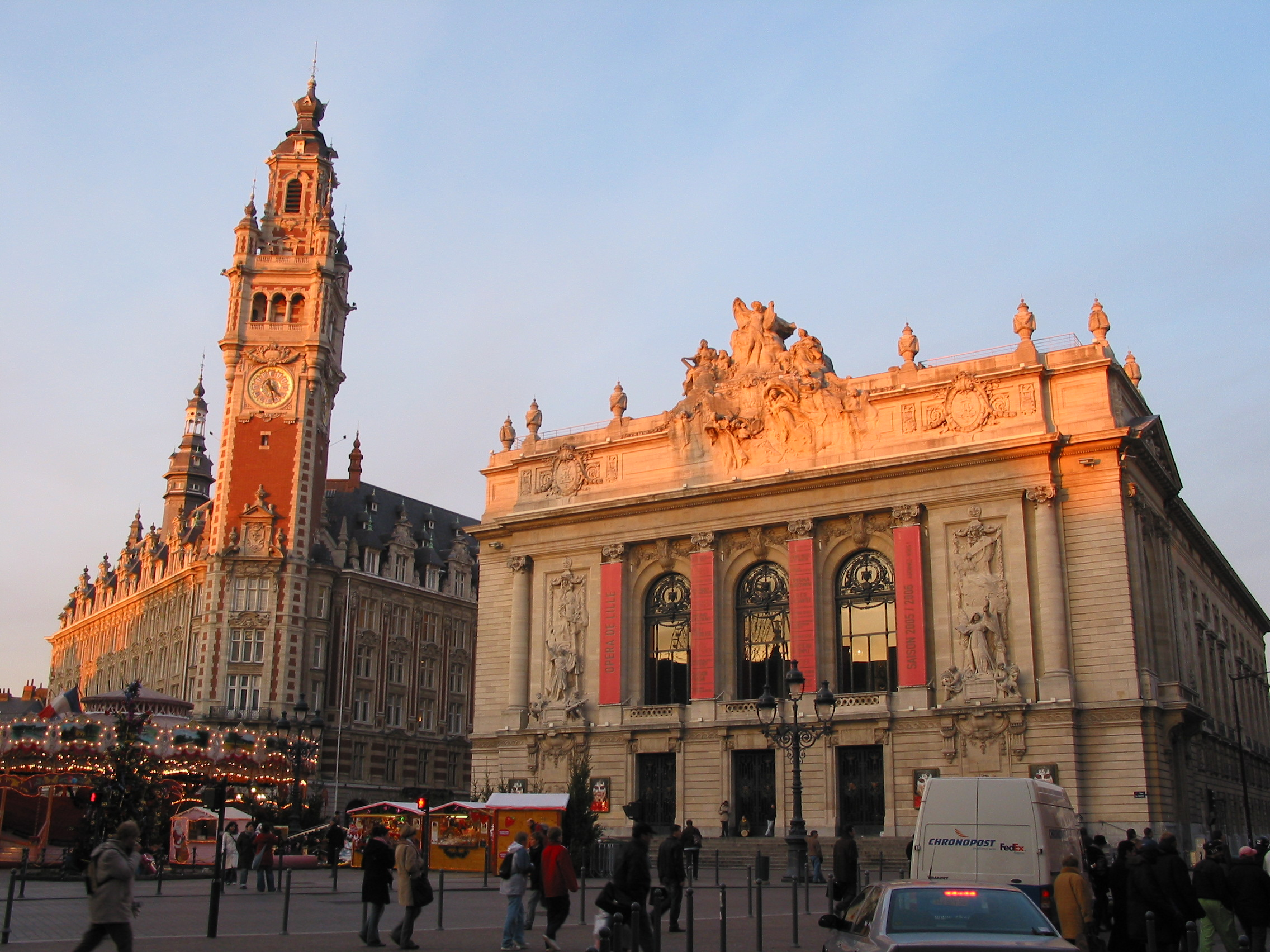
La nouvelle bourse et l'opéra ouvrent le Grand Boulevard à Lille.

Contrairement à la Ciudad Linear d'Arturo Soria, l'urbanisation du Grand Boulevard n'est pas réellement encadrée. Une limite de hauteur est mise en place pour les constructions. Les immeubles ne doivent pas dépasser les 20 mètres à la corniche.
Les premières habitations sont placées à proximité des stations du tramway. Le Grand Boulevard a rapidement attiré les riches industriels et les classes aisées de la métropole qui ont fait construire de splendides demeures, laissant un patrimoine architectural remarquable, notamment l'hôtel Dévallée et des immeubles dus à Gabriel Pagnerre, Armand Lemay, Charles Bourgeois, Alexandre Walare, René Gobillon, Jules Duclermortier, Gaston Caquant, Georges Hennequin, Gaston Secq, Émile Dubuisson et Jean Prouvé. Beaucoup de styles d'architecture sont présents sur le Grand Boulevard. Il s'y trouve, par exemple les architectures néoclassique, néorégionalisme et contemporaine.
À Lille, à côté du boulevard Carnot, la chambre de commerce et l'opéra sont bâtis pour doter la ville d'un équipement digne. Les deux bâtiments, construits à quelques années d'intervalle au début du XXe siècle, sont l'œuvre de l'architecte Louis Marie Cordonnier.

## Vie sur le Grand Boulevard

### Commerces
Vu qu'à l'origine le Grand Boulevard sert exclusivement à relier les trois communes de Lille, Roubaix et Tourcoing, le commerce y est très peu présent. Cette répartition du commerce est toujours d'actualité. Entre Romarin et Croisé-Laroche, le Grand Boulevard compte 113 commerces, soit un commerce tous les 52 mètres en moyenne. Or, 67 % des établissements se situent à hauteur d'un des tunnels.
En 1962, à l'emplacement du château Franchomme, à proximité du Croisé-Laroche, le premier hypermarché de Métropole européenne de Lille est implanté. Après s'être appelé Flash, puis Super M, le centre commercial Inno qui comprend une galerie marchande de 670 m2 et de l'hypermarché Inno de 4 650 m2. Cependant même avec trois autres petites surfaces, l'alimentation reste marginale. Vu que la route est très passante, le secteur automobile est très présent. Renault, BMW et Jaguar ont un point de vente ; Peugeot et Ford, un concessionnaire et Carglass, Euromaster et Midas sont également présent. Mais le plus représenté est le secteur hygiène. À l'inverse, les secteurs de la personne, de la maison et des loisirs et culture sont peu représentés.
Du fait de sa conception en ligne droite, le Grand Boulevard peut rentrer dans le concept de la loi de Hotelling. La rotation des commerces est très faible, ce qui sous-entend que les commerces sont des monopoles spatiaux.

### Évènements sportifs et récréatifs
Le Grand Boulevard a reçu de nombreuses animations sportives comme des courses automobiles ou cyclistes. Depuis la création de l'évènement en 1903, Wasquehal a constitué cinq fois l'arrivée du Tour de France. En 2011, Lille Métropole Athlétisme et Lille Métropole Communauté urbaine mettent en place l'évènement sportif la Nocturne Lille Métropole. Il s'agit d'une course à la nuit tombée. À partir de 2017, le parcours du semi-marathon de Lille se situe sur le Grand Boulevard, le départ et l'arrivée étant situés sur le territoire de La Madeleine.
Des animations festives comme les possessions à Mouvaux sont également présentes historiquement sur le Grand Boulevard. En 1911, l'exposition internationale du Nord de la France se tient sur une partie du Grand Boulevard et dans le parc Barbieux à hauteur de Croix et de Roubaix. Les cent ans du Grand Boulevard peuvent ainsi s'insérer dans cette tradition. Comme cette année-là, la route du Louvre se déroulait dans le sens Lens - Lille, en 2010, le Grand Boulevard est piétonnier afin de faire converger les personnes vers l'esplanade.

### Centenaire du Grand Boulevard

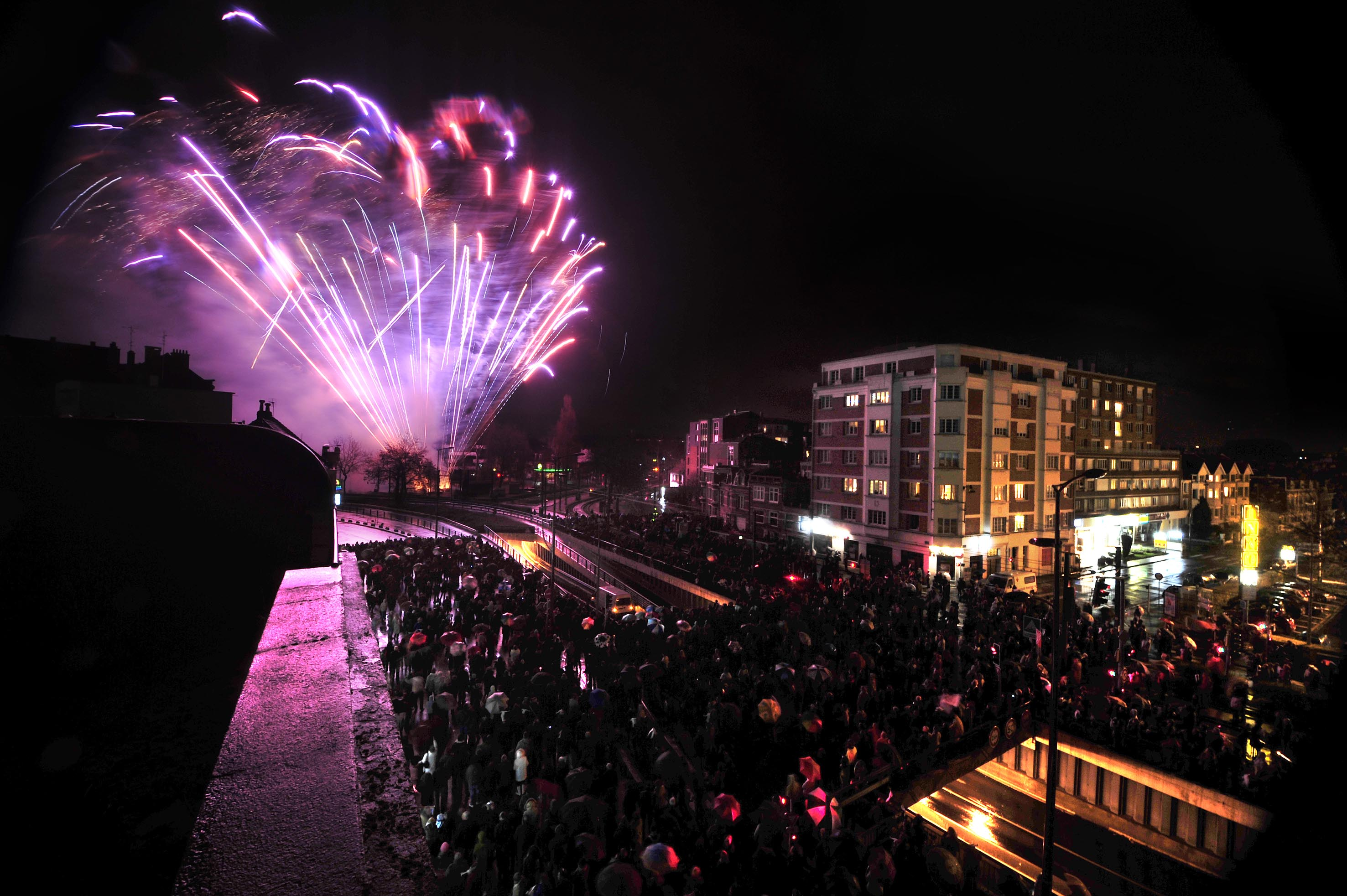
Le feu d'artifice au niveau du Croisé-Laroche par le Groupe F pour les 100 ans.

Dans le cadre du centenaire du Grand Boulevard, plusieurs manifestations ont été mises en place.
Une association regroupant cinq communes de la métropole lilloise (La Madeleine, Croix, Marcq-en-Barœul, Mouvaux et Wasquehal) a d'ailleurs été créée en décembre 2008. Présidée par Jean-René Lecerf, Sénateur du Nord et ancien maire de Marcq-en-Barœul, cette association a entre autres organisé un pique-nique géant et un grand défilé de voitures anciennes sur le Grand Boulevard, le 27 septembre 2009, sur le territoire des communes membres.

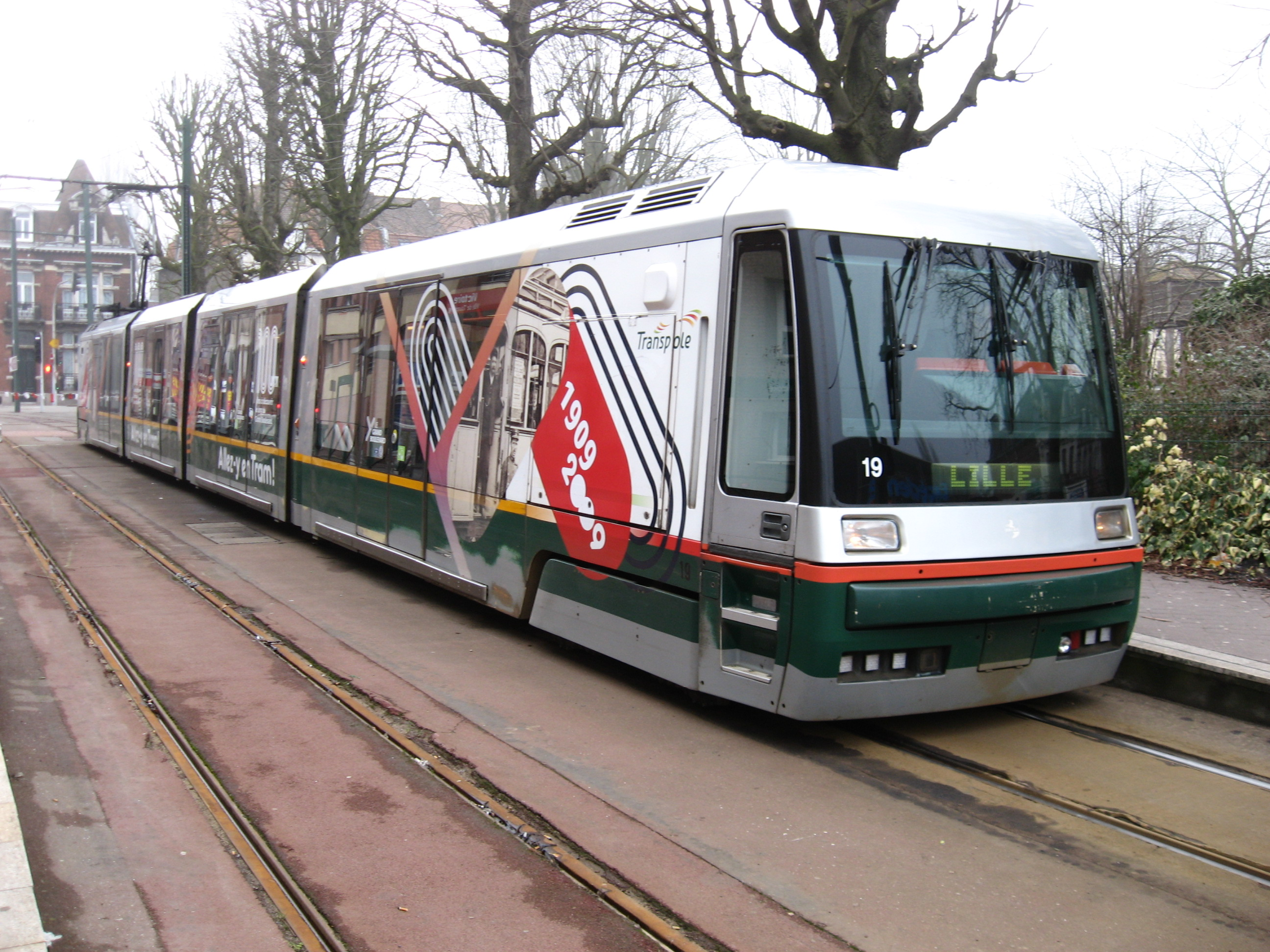
La livrée spéciale du tramway lors des 100 ans du Grand Boulevard.

Pour marquer ce centenaire, à l'initiative de Lille Métropole Communauté urbaine de nombreuses manifestations étaient prévues le samedi 28 novembre. Le Groupe F, qui avait assuré l’ouverture de Lille 3000, a offert en particulier un spectacle pyrotechnique inédit au Croisé-Laroche en début de soirée.
Lille Métropole Communauté urbaine s'est investi dans cet événement en liaison étroite avec les neuf communes riveraines, et un programme dense et varié a été conçu. Expositions, théâtre de rue, concerts, animations ont rythmé cette fête à proximité des stations de tramway. À cette occasion, les rames du tramway revêtirent une livrée spéciale 1909-2009.
Autre initiative, l’organisation de visites guidées ont permis aux Métropolitains de découvrir une partie des « 100 sites remarquables » identifiés tout au long du Grand Boulevard.
L'association GB9-Métropole Nord a été créée en juillet 2008 par des habitants et riverains du Grand Boulevard. Pour porter la parole des habitants au cours des événements du centenaire, elle a rédigé un recueil de mémoires et organisé plusieurs expositions.

## Impact social
À l'occasion de la Mi-Carême 1901, le groupe d'amis de l'Estaminet du Capreau à Wasquehal, tenu par Jules Delbecque, chante sur l'air de la Faridondaine, la Faridondon, la chanson, Les Boers du Capreau qui dénonce entre autres la construction du Grand Boulevard, qui sera ouvert en 1911, et du creusement du Canal de Roubaix. Les habitants du Capreau craignent des mesures d’expropriation, comme le laisse supposer une partie du chant "Au Capreau, y n’a ps d’mines d’or, Ch’est pos comm’ au Transvaal, Mais si plaisot à nous milords, D’printe l’rue Nationale, Faudrot pou mette’ opposition, Printe des rinforts à l’Planque au Riz." Cette identification aux Boers s’effectue durant les premières phases d’urbanisation des terres entre Lille et Roubaix, à la faveur de l’apparition de ces deux éléments de structuration de la métropole que sont le Grand Boulevard et le Canal de Roubaix. Elle renvoie donc à une problématique sociale et territoriale liée à l’industrialisation de la région et exprimée dans La Croix du Nord du 14 janvier 1900.